# Robbie Earle
Robbie Earle   (Newcastle-under-Lyme, 27 de gener de 1965) MBE és un exfutbolista jamaicà de la dècada de 1980.
Fou 8 cops internacional amb la selecció de Jamaica.
Pel que fa a clubs, destacà a Stoke City FC, Port Vale i Wimbledon FC.